# Telémaco (novela)
Telémaco es una novela de la escritora costarricense Jessica Clark, publicada por la Editorial Costa Rica en 2007. Esta fue la primera novela de la autora, además fue adaptada en cómic. Aunque generalmente considerada como ciencia ficción, Clark asegura que la novela no es ciencia ficción ya que el foco de la trama no es la tecnología.

## Sinopsis
El protagonista de la novela es Pau Haguen, uno de los nueve seres humanos jóvenes genéticamente manipulados para poder colonizar otros planetas. Haguen y los otros ocho debían pilotar la nave interestelar Telémaco, la primera nave de este tipo, diseñada por el misterioso científico Amos Tahly, y que llevaría a la humanidad a las estrellas. Haguen guarda un secreto, que le fue revelado por Tahly a la edad de cuatro años. Deprimido por la pérdida de su pareja, Lucy, y con dependencia hacia las drogas, empieza a ser perseguido por las fuerzas de seguridad del gobierno mundial, y por distintos bandos económicos que desean utilizar la Telémaco para sus propios fines y transportar personas según intereses particulares.